# Arttu Tuhkala
Arttu Tuhkala, född 7 augusti 2005 i Uleåborg, Finland, är en finländsk professionell ishockeyspelare (back) som spelar för Luleå HF i SHL.
Han har representerat Finland i junior-VM i ishockey 2025.